# Дембніцький ринок у Кракові
Ринок Дембніцький (пол. Rynek Dębnicki) - головна площа колишнього села Дембніки, яке зараз є частиною Кракова (дільниця VIII Дембники). Розташований на перехресті головних вулиць Дембників: Мадалінського, Тинецький, Рожана та Балуцького. Має форму неправильного чотирикутника. Створений близько 1900 року, спочатку він називався як Площа Дембніцька. Розбудова ринкової площі оформилася в 1893-1912 роках. У 1909 році разом з усіма Дембніками він був включений до Кракова. У 1912 році отримав свою сучасну назву.
Навколо ринкової площі є кілька цікавих в архітектурному плані кам'яниць, також історичних.
Наразі це торгова площа, ринок, має довкола зелені насадження.

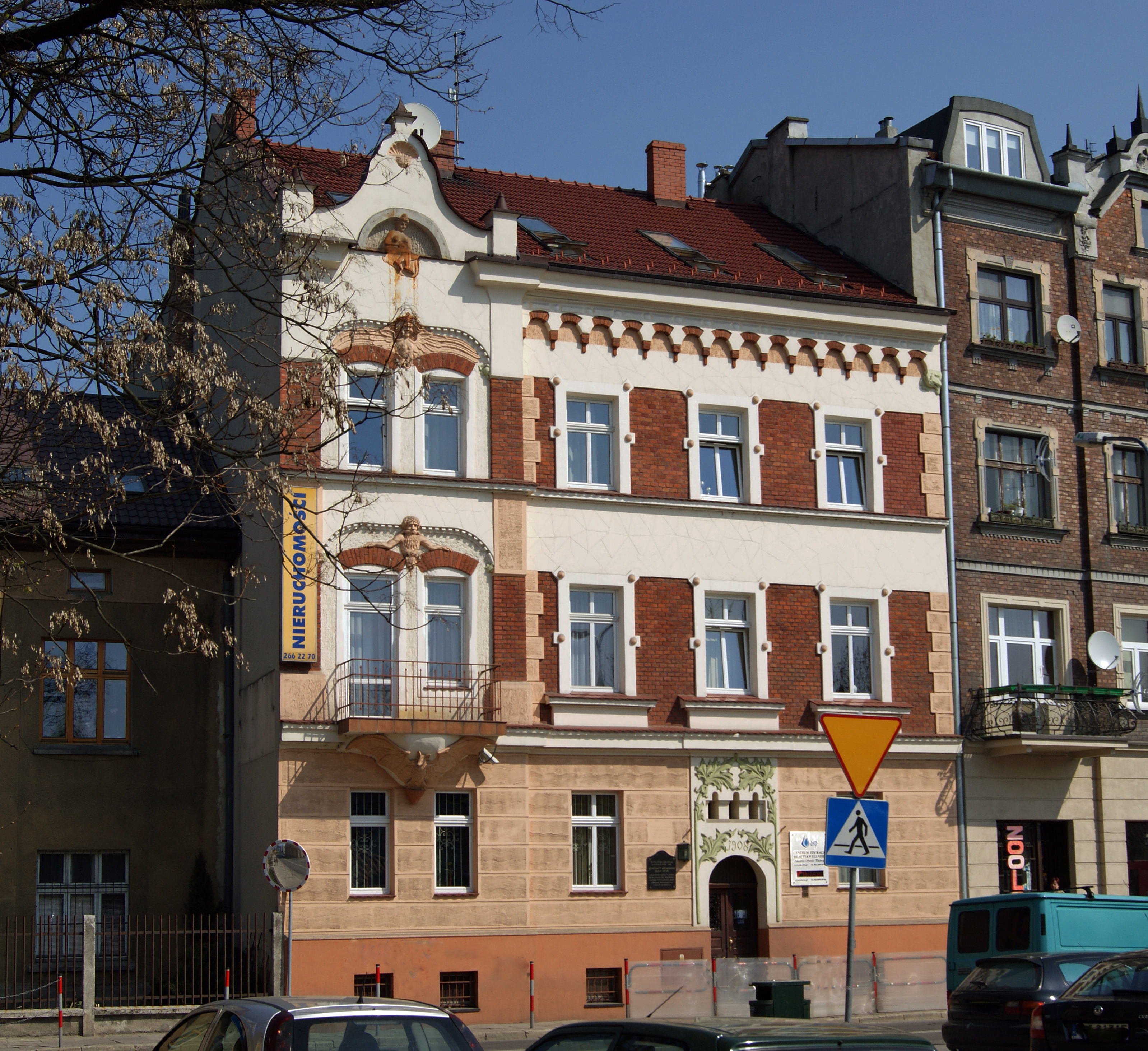
Ринок Дембніцький, 4 Будинок "Під битою", модерн (1908 р., проект Перегрина Гаєвського). У цьому будинку жив драматург Костянтин Крумловський.
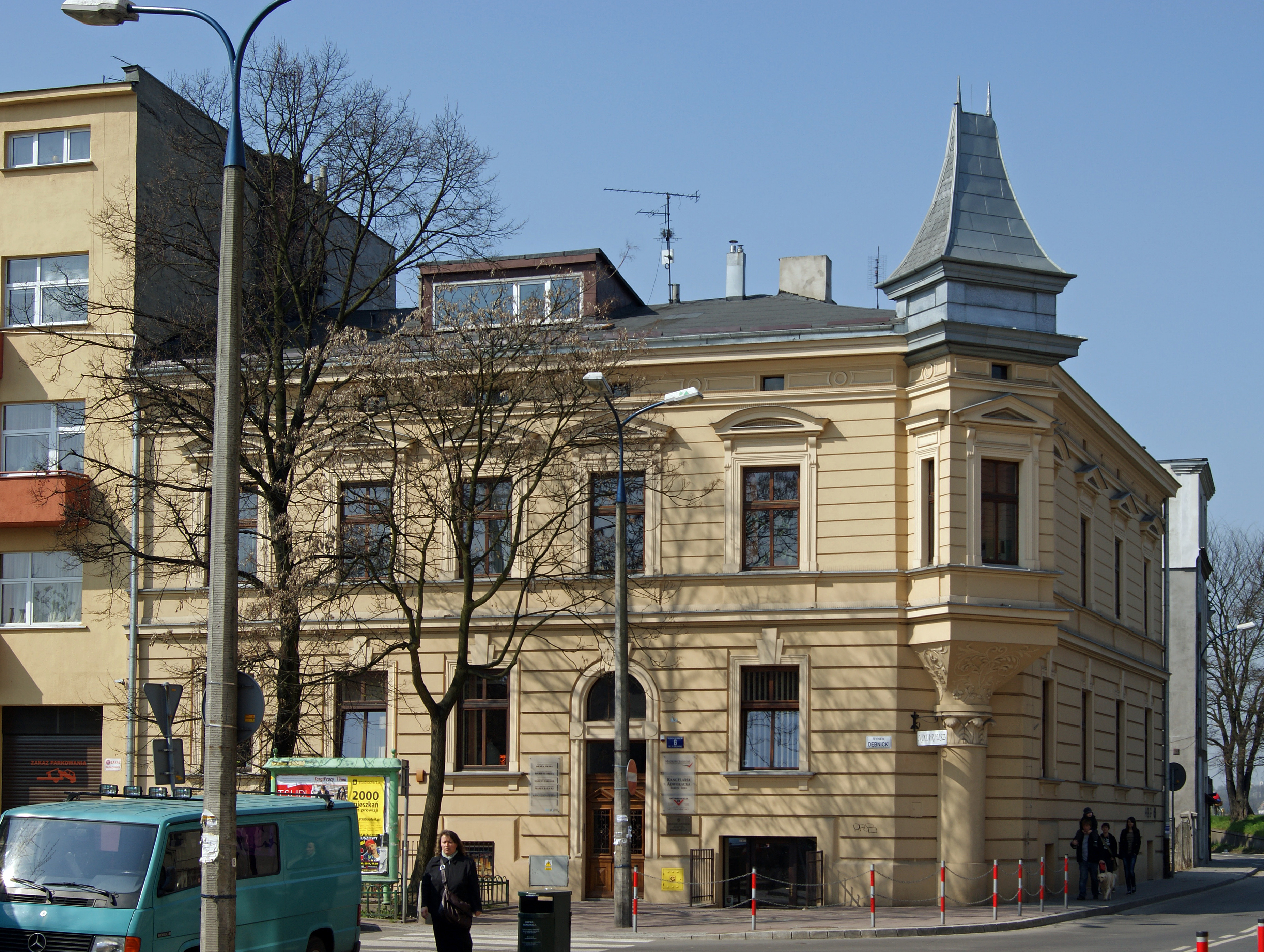
Ринок Дембніцький,6 Історична кам'яниця (1906 р., проект Станіслава Статовського).
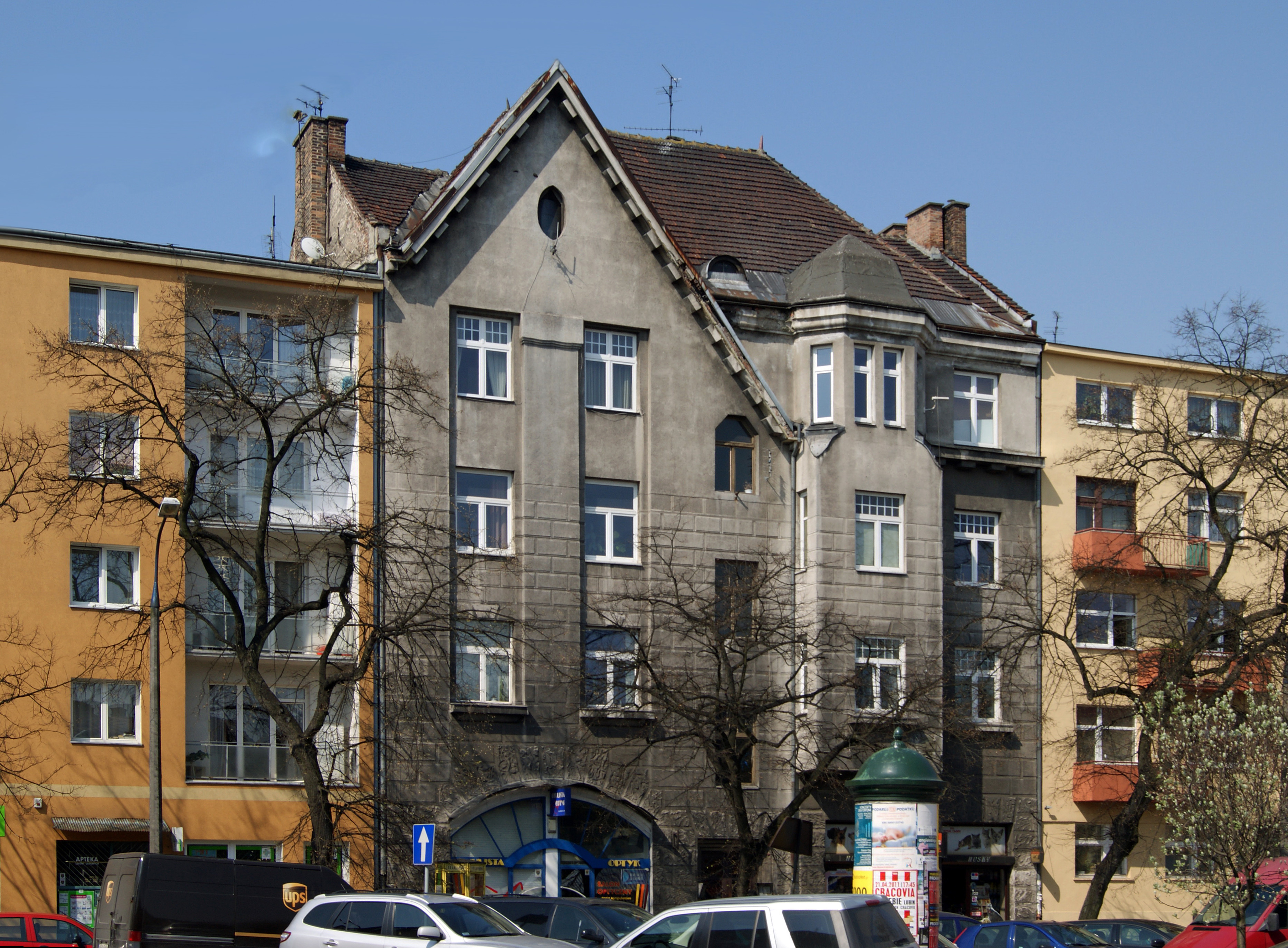
Ринок Дембніцький,8 Кам'яниця Марії з Румерів (1912 р., проект Яна Заржицького).